# Jean Domat
Pour les articles homonymes, voir Domat (homonymie).
Jean Domat, ou Daumat (30 novembre 1625 - 14 mars 1696), né à Clermont (aujourd'hui centre historique de Clermont-Ferrand) en Auvergne, est un jurisconsulte français, chef de file du mouvement rationaliste en France au XVIIe siècle, auquel il a donné un élan décisif.
Avocat du roi au présidial de Clermont-Ferrand, puis pensionné par Louis XIV, il a consacré toute sa vie à l'étude de la jurisprudence. L'objectif de Domat a été de présenter l'ensemble du droit français comme un ensemble cohérent et intelligible. Pour lui, tous les dysfonctionnements proviennent de « l'incertitude des règles », du « désordre des lois ». Il souhaite rationaliser le droit français, et pour cela, il continue le mouvement de codification des principes généraux commencé par Charles Dumoulin (1500-1566). Les Lois civiles dans leur ordre naturel figurent comme l’un des monuments du droit civil français, commençant la synthèse des coutumes qui s'achèvera avec la publication du Code Napoléon.
Par ailleurs, compatriote et ami de Blaise Pascal, Domat appartient au mouvement janséniste de Port-Royal.

## Biographie

### Jeunesse et études
Jean Domat n’a pas marqué le monde du droit de son époque par ses actions ou sa place dans la société et ne semble exister qu’à travers son œuvre. Le personnage du jurisconsulte nous est essentiellement connu par un manuscrit conservé dans les papiers de Marguerite Périer, nièce de Pascal. Hormis ce document, peu de choses subsistent sur sa vie et son activité au présidial de Clermont. Les recherches dans les Archives Nationales et aux Archives Départementales sont peu fructueuses, deux documents s'y trouvent : son contrat de mariage et le scellé après décès.
Jean Domat naît dans une famille de la petite bourgeoisie alliée à une lignée de robins. Grâce à l’appui de son oncle, le père jésuite Jacques Sirmond, confesseur de Louis XIII, il entre au Collège Louis-le-Grand, tenu par les Jésuites à Paris. Il étudie ensuite le droit à l'université de Bourges et obtient son doctorat à l’âge de vingt ans en 1645. 

### Parcours professionnel
Il retourne à Clermont où il officie au barreau durant dix années. Marié le 8 juillet 1648 avec Antoinette Blondel, issue d’une famille de robe, il achète ensuite la charge d’avocat du roi au présidial de Clermont (23 mai 1655).
Fréquentant le philosophe Blaise Pascal depuis l’arrivée de celui-ci dans la ville de Clermont en 1649, il est à ses côtés dans toutes les luttes jansénistes et se rend fréquemment à Paris où il assiste aux derniers instants de son plus proche ami (19 août 1662).
C'est vraisemblablement à la fin des années 1670 que, voulant établir un ouvrage apte à inculquer à l’un de ses fils les subtilités du droit, Domat se lance dans la rédaction de ce qui deviendra Les Lois civiles. La première esquisse en est l’Essay de l’ordre naturel des lois civiles, sur la matière générale des conventions et sur la matière particulière du contrat de vente.
Il présente cette ébauche à ses amis et relations parisiennes, notamment Claude Le Peletier, ce qui lui permet d’obtenir de Louis XIV une pension pour s’établir à Paris vers 1682. Il poursuit alors son ouvrage, directement sous l’œil du pouvoir, jusqu’à sa mort le 16 mars 1696. De 1689 à 1694, a lieu la première édition des Lois Civiles dans leur ordre naturel, préfacées par le Traité des Lois. Cet ouvrage, qui traite du droit civil, est complété par Le Droit Public, à la suite de Les Lois Civiles dans leur ordre naturel, ouvrage posthume publié en 1697, qui développe quant à lui la réflexion publiciste du juriste auvergnat.
En sa qualité d’échevin de la ville de Clermont, il serait à l’origine de la demande par les habitants de la ville, de la tenue de Grands jours d'Auvergne en 1665-1666. Dans le cadre de sa charge, Domat participe à la tenue de cette entreprise juridique qui lui permet de se lier avec les magistrats parisiens tels que Denis Talon, Procureur général aux Grands Jours, le Premier président Nicolas Potier de Novion ou Claude Le Pelletier. Durant cette période, le jurisconsulte ne semble pourtant pas avoir joué un rôle majeur. Selon Henri Loubers, les messieurs des Grands Jours, « après avoir reconnu sa capacité et son intégrité, lui confièrent le soin de plusieurs affaires importantes et en particulier la recherche de la noblesse qui abusait de son autorité »[réf. nécessaire].
Il rédige durant l’épisode des Grands Jours un Mémoire de quelques abus à corriger dans l’administration de la justice, manuscrit jusqu’alors peu connu, qui apporte un éclairage intéressant sur la pratique de la justice telle qu’il l’envisage en 1664. À la même époque, dans les Harangues, il condamne les errements de la magistrature. Elle semble coupable d’oublier Dieu, peut-être parce qu’elle est comptable, à ses yeux, de la justice divine directement devant celui-ci. Parce qu’il a hissé la fonction de magistrat au-dessus de tout, même de la puissance souveraine, il ne peut déplorer l’image que donne, au quotidien, l’exercice de la justice au présidial de Clermont. Réformer les abus de la justice constitue sa préoccupation des années 1660-1680.
Le jansénisme constitua une autre préoccupation du jurisconsulte à cette période. Il s’agit alors encore d’une pensée essentiellement religieuse, née du tridentisme et qui s’oppose essentiellement au pouvoir papal et aux jésuites. Elle appelle à une plus grande moralité et sincérité dans l’exercice de sa foi. Fortement lié à Pascal et au parti janséniste, Jean Domat s’attacha à défendre ses idées en matière de religion dans le cadre de sa charge de magistrat, s’attaquant notamment aux jésuites qui virent en lui le chef du parti janséniste à Clermont. En homme de robe de son temps, il est fortement gallican comme le laissent voir les pages du Droit Public consacrées à cette question.
Outre sa formation universitaire à Bourges, sa pratique d’avocat du roi sur une terre à la frontière des pays de droits écrits et coutumiers a vraisemblablement compté dans son choix du droit romain en tant qu’expression du droit naturel. Mais outre cette influence normative, sa vie clermontoise montre que le juriste clermontois avait une connaissance pratique de nombre de thèmes qui seront exposés dans les Lois civiles et le Droit Public. Comme le souligne David Gilles, la perception de la justice et des abus qui y règnent donne un intéressant aperçu du fonctionnement pratique du présidial de Clermont-Ferrand. Le Mémoire de quelques abus à corriger dans l’administration de la justice, par la lecture qu’en fera le chancelier d’Aguesseau quelques décennies plus tard montre, s’il en était besoin, que l’auteur auvergnat n’était pas qu’un théoricien du droit, mais possédait une vision pragmatique du fonctionnement de la justice, née de son expérience.

## Les sources du droit chez Jean Domat

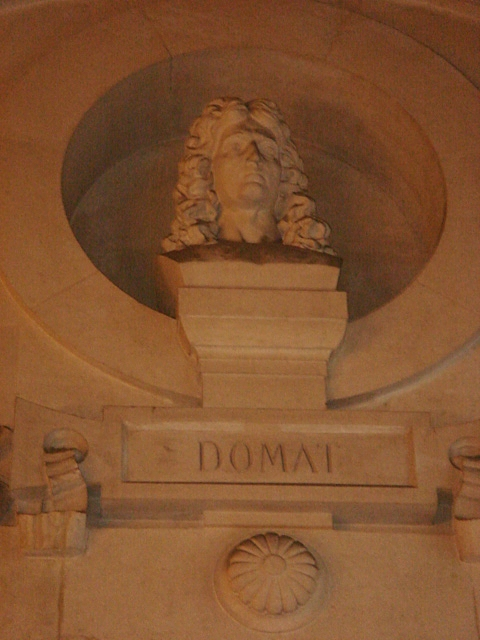
Buste de Jean Domat, université Panthéon-Assas.

Avant lui, l'articulation du droit romain et du droit coutumier, en tant que sources du droit est un véritable chaos : il y apporta une certaine lumière en puisant dans le droit romain, ce qu'il considère comme une rationalité parfaite.
Il désigna comme « lois immuables », le droit romain conforme à la morale chrétienne (suivant en cela Thomas d'Aquin, qui lui-même précisait la conception de Cicéron). D'un autre côté, il attribua la dénomination de « lois arbitraires » au droit romain qui n'est pas conforme aux principes de la justice chrétienne. Il parvient à organiser et à articuler de façon cohérente dans un même exposé d'ensemble, les variations du droit coutumier et le droit romain.
La longue introduction théologique au droit est un véritable petit chef-d'œuvre de sciences politiques qui se place dans la continuité du De Regio de Thomas d'Aquin, et semble annoncer la Législation primitive de Bonald et la Théologie politique de Carl Schmitt.
C'est dans ces Les lois civiles dans leur ordre naturel, paru en 1689, que Montesquieu est venu chercher l'idée et le titre de son ouvrage De L'Esprit des Lois (paru en 1748).

## La méthode duMos geometricus
Influencé par son compatriote Pascal (1623-1662), il considère selon Marie-France Renoux-Zagamé et David Gilles que la démonstration géométrique doit être appliquée dans toutes les sciences, y compris celle du droit.
Plus que de géométrie, c'est de logique qu'il faudrait parler à propos de ses œuvres. En effet, il manie sa langue avec une rigueur, une sobriété et une précision qui sont très caractéristiques de l'école de Port-Royal à cette époque, en particulier de la Grammaire de Lancelot (1615-1695) et Arnauld (1612-1694) et de la Logique de Nicole (1625-1695). Dans la vaste introduction au droit qui commence son Traité des lois civiles, Domat montre, qu'en plus d'être un réaliste et un rationaliste, il est un idéaliste porté par une conception très haute de la justice et de l'harmonie sociale.

## Distinction et définition des domaines civil et public
Le plan des Lois civiles (Des personnes, des Choses et Des Obligations), et la clarté synthétique et rationnelle de ses définitions, ont largement inspiré les rédacteurs du Code civil qui ont trouvé chez lui la théorie de la responsabilité sans convention (Quasi délits).
Le sommaire de ses deux traités devenus introuvables, donne une idée de l'étendue qu'il donne aux matières du droit civil et du droit public.

### Sommaire deDes Lois civiles
- Table des chapitres du traité des lois
  - I. Des Premiers principes de toutes les lois.
  - II. Plan de la Société sur le fondement des deux premières lois par deux espèces d'engagements.
  - III. De la première espèce d'engagement.
  - IV. De la seconde espèce d'engagement.
  - V. De quelques règles générales qui suivent les engagements dont on a parlé dans le chapitre précédent, et qui sont autant de principe des lois civiles.
  - VI. De la nature des amitiés et de leur usage dans la Société.
  - VII. Des Successions
  - VIII. Des trois sortes de trouble qui blessent l'ordre de la société.
  - IX. De l'état de la Société après la chute de l'homme et comment Dieu l'a fait subsister.
  - X. De la Religion et de la Police : du Ministère des puissances spirituelles et temporelles.
  - XI. De la Nature et de l'esprit des lois, et de leurs différentes espèces
  - XII. Réflexions sur quelques remarques du chapitre précédent pour le fondement de diverses règles de l'usage et de l'interprétation des lois.
  - XIII. Idée générale de toutes les lois, dont on doit traiter.
  - XIV. Plan des matières de ce livre des Lois civiles
- LIVRE PRELIMINAIRE. Où il est traité des règles du droit en général des personnes et des choses
  - Titres I. Des règles du droit en général.
    - Section I. Des diverses sortes de règles et de leur nature.
      - 1º. Définition des règles.
      - 2º. Deux sortes de règles: les naturelles et les arbitraires.
      - 3º. Quelles sont les règles naturelles.
      - 4º. Quelles sont les règles arbitraires.
      - 5º. Autres division des règles.
      - 6º. Deux manières d'abuser des règles.
      - 7º. Les exceptions sont des règles.
      - 8º. Deux sortes d'exceptions
      - 9º. Les lois doivent être connues.
      - 10º. Deux sortes de lois arbitraires, les lois écrites et les coutumes.
      - 11º. Fondement de l'autorité des coutumes.
      - 12º. Les lois naturelles règles le passé et l'avenir.
      - 13º. Les lois arbitraires ne règles que l'avenir.
      - 14º. Effet des lois nouvelles à l'égard du passé.
      - 15º. Autre effet des lois nouvelles à l'égard du passé.
      - 16º. Du temps où les lois nouvelles commence d'être observées (question de la rétroactivité).
      - 17º. Deux manières dont les lois s'abolissent.
      - 18º. Divers effet des lois.
      - 19º. Les lois répriment ce qui est contraire.
      - 20º. Les lois annulent ou répriment ce qui est faits contre leurs défenses.
      - 21º. Les lois sont générales, et non pour un cas ou une personne.
      - 22º. Suite de la règle précédente.
      - 23º. L'équité est la loi universelle (définition de la justice).

    - Section II. De l'usage et de l'interprétation des règles.
      - 1º. Esprit des lois.
      - 2º. Les lois naturelles sont mal appliquées, lorsqu'on en tire des conséquences.
      - 3º. Les lois arbitraires sont mal appliquées, lorsqu'on en tire des conséquences contre l'intention du législateur.
      - 4º. De la rigueur du droit.
      - 5º. Température de la rigueur du droit.
      - 6º. Quand il faut suivre ou l'équité, ou la rigueur du droit.
      - 7º. Il n'est pas libre indifféremment de suivre ou la rigueur du droit ou l'équité.
      - 8º. La rigueur du droit, quand il faut la suivre à son équité.
      - 9º. Interprétations des obscurités et des ambigüités.
      - 10º. Interprété la loi par ses motifs, et par sa teneur.
      - 11º. Comment on peut suppléer à la loi.
      - 12º. Quand il faut recourir au Prince pour l'interprétation de la loi. (question du dernier ressors, rôle de la CC).
      - 13º. Il faut suivre la loi, quoique le motif en soit inconnu.
      - 14º. Lois qui s'étendent favorablement.
      - 15º. Lois qui se restreignent.
      - 16º. Lois dont les dispositions ne s'étendent pas hors de ce qu'elles règlent expressément.
      - 17º. Bienfaits des princes s'interprètent favorablement.
      - 18º. Les lois s'interprètent les unes les autres.
      - 19º. Les lois s'interprètent par l'usage.
      - 20º. Coutumes voisine et celles des principales villes, quande servent de règles aux autres lieux.
      - 21º. Les lois s'étendent à ce qui est essentielle à leur intentions.
      - 22º. Les lois qui permettent, s'étendent du plus au moins.
      - 23º. Les lois qui défendent, s'étendent du plus au moins.
      - 24º. Exception aux deux règles précédentes.
      - 25º. Défenses tacites renfermées dans une loi.
      - 26º. Comment les droits sont acquis aux personnes par les lois.
      - 27º. Comment on peut renoncer au droit acquis par une loi.
      - 28º. Les dispositions des particuliers ne peuvent empêcher celles des lois
      - 29º. Discernement nécessaire pour le bon usage des règles.

  - Titres II. Des Personnes.
    - Section I. De l'état des personnes par la nature.
      - 1º. Distinction des personnes par le sexe.
      - 2º. Distinction par la naissance, et de la puissance paternelle.
      - 3º. Légitimes et bâtards.
      - 4º. Mort-nés.
      - 5º. Avortons.
      - 6º. L'enfant qui n'est pas né.
      - 7º. Posthumes.
      - 8º. Ceux qui naissent après la mort de leur mère.
      - 9º. Hermaphrodites.
      - 10º. Eunuques.
      - 11º. Insensés.
      - 12º. Sourds et muets et autres qui ont de pareilles infirmités.
      - 13º. Comment la démence et l'imbécillité ne changent pas l'état.
      - 14º. Monstres.
      - 15º. Cas où les monstres sont mis au nombre des enfants.
      - 16º. Distinction par l'âge.

    - Section II. De l'état des personnes par les lois civiles.
      - 1º. Esclaves.
      - 2º. Libres.
      - 3º. Causes de l'esclavage.
      - 4º. Affranchis.
      - 5º. Quels sont les pères de famille et les fils de familles.
      - 6º. L'émancipation n'altère pas le droit naturel de la puissance paternelle.
      - 7º. Qui sont ceux qu'on appelle maîtres de leurs droits.
      - 8º. Adultes et impubères.
      - 9º. Majeurs et mineurs.
      - 10º. Prodigues.
      - 11º. Régnicoles et étrangers.
      - 12º. Mort civile.
      - 13º. Religieux profès.
      - 14º. Ecclésiastiques.
      - 15º. Communautés.

  - Titres III. Des Choses.
    - Section I. Distinctions des choses par la Nature.
      - 1º. Choses communes à tous.
      - 2º. Choses publiques.
      - 3º. Choses des villes ou autres lieux.
      - 4º. Distinction des immeubles et des meubles.
      - 5º. Immeubles
      - 6º. Arbres et bâtiments
      - 7º. Les fruits pendant font partie du fonds.
      - 8º. Accessoires des bâtiments.
      - 9º. Meubles
      - 10º. Meubles vifs et meubles morts.
      - 11º. Animaux sauvages et animaux privés.
      - 12º. Meubles qui se consument par l'usage.

    - Section II. Distinctions des choses par les lois civiles.
      - 1º. Distinction entre les choses qui sont en commerce et celles qui n'y entrent point.
      - 2º. Choses sacrées et dédiées au culte divin
      - 3º. Choses corporelles et incorporelles.
      - 4º. Héritages allodiaux, ou sujet des cents ou autres.
      - 5º. Mines.
      - 6º. Monnaies.
      - 7º. Trésors
      - 8º. Autre distinction ou autres sortes de biens.
      - 9º. Acquis.
      - 10º. Propres.
      - 11º. Biens paternels.
      - 12º. Biens maternels
- PREMIERE PARTIE Des engagements.
- Livre premier. Des Engagements volontaires et mutuels par les conventions.
  -     - Titres I. Des Conventions en général.
    - Du Contrat de vente.
    - De l'Échange.
    - Du Louage, et des diverses espèces de baux.
    - Du Prêt à usage et du précaire.
    - Du Prêt et de l'usure.
    - Du Dépôt et du séquestre.
    - De la Société.
    - Des Dots.
    - Des Donations entre vifs.
    - De l'Usufruit.
    - Des servitudes.
    - Des transactions.
    - Des Compromis.
    - Des Procurations, mandements et commissions.
    - Des Personnes qui exercent un commerce public, de leurs commis, et des lettres de change.
    - Des Proxénètes et entremetteurs (négociants).
    - Des Vices des conventions.
- Livre II. Des Engagements qui se forment sans conventions.
  -     - Des Tuteurs.
    - Des Curateurs.
    - Des Syndics, directeurs et autres administrateurs.
    - De ceux qui font les affaires des autres à leur insu.
    - De ceux qui se trouvent avoir quelque chose de commun entre eux sans convention.
    - De ceux qui ont des héritages joignants.
    - De ceux qui reçoivent ce qui ne leur est pas dû ou qui se trouvent avoir la chose d'autrui sans convention.
    - Des Dommages causés par une faute et qui ne vont pas à un crime ni à un délit.
    - Des Engagements qui se forment par des cas fortuits.
    - 10º et dernier : De ce qui se fait en fraude des créanciers.

  - III. Des suites qui ajoutent aux engagements ou qui les affermissent.
    - Des gages, hypothèques et privilèges des créanciers.
    - De la séparation des biens du défunt et de ceux de l'héritier entre les créanciers.
    - De la Solidité (act. « solidarité ») entre deux débiteurs et entre deux ou plusieurs créanciers.
    - Des Cautions et fidéjusseurs.
    - Des Intérêts, dommages et intérêts et restitution de fruits.
    - Des Preuves, présomptions et du serment.
    - 7º et dernier : De la Possession et des prescriptions.

  - IV. Des suites qui anéantissent, ou diminuent les engagements.
    - Des Payements.
    - Des compensations.
    - Des Novations.
    - Des Délégations.
    - De la Cession des biens et de la déconfiture (act. faillites).
    - 6º et dernier : Des récisions et restitutions en entier.
- Deuxième partie Des Successions.
  - I. Des Successions en général.
    - Des Héritiers en général.
    - Des héritiers bénéficiaires
    - Etc.

  - II. Des Successions légitimes.
    - Comment succèdent les enfants et descendants.
    - Comment succèdent les pères, les mères et les ascendants.
    - Comment succèdent les frères, les sœurs et autres collatéraux.
    - 4º et dernier : Des rapports.

  - III. Des Successions testamentaires.
    - (… droit romain)

  - IV. Des Legs et autres dispositions à cause de mort.

  - V. Des Substitutions et des fideiscomis.

### Plan sommaire deDu Droit Public
- I. Du Gouvernement (Force, finance, domaine) et de la Police générale (Mer, fleuves, chasse, pêche, rues, villes…)
- II. Des Différents corps de personnes qui constituent l'État

## Œuvres
- « Les Loix civiles dans leur ordre naturel ; le droit public, et legum delectus » par M. Domat, avocat du roi au siège présidial de Clermont en Auvergne. Nouvelle édition. À Paris, chez la veuve Cavalier, rue S. Jacques, au lis d'or. 1746 (édition la plus complète 3 volumes en 1 tome in-folio)
- Les Lois civiles dans leur ordre naturel (1689) (ce lien ne donne que la page du frontispice).
- Le Droit public (édition Didot 1828 (1697). 4e volume du Droit public, paru une année après sa mort.
- Legum delectus ex libris digestorum et codicis ad usum scholae et fori, choix des lois les plus usuelles renfermées dans les recueils de Justinien (Digeste et codes) Légum delectus (édition Didot 1829.

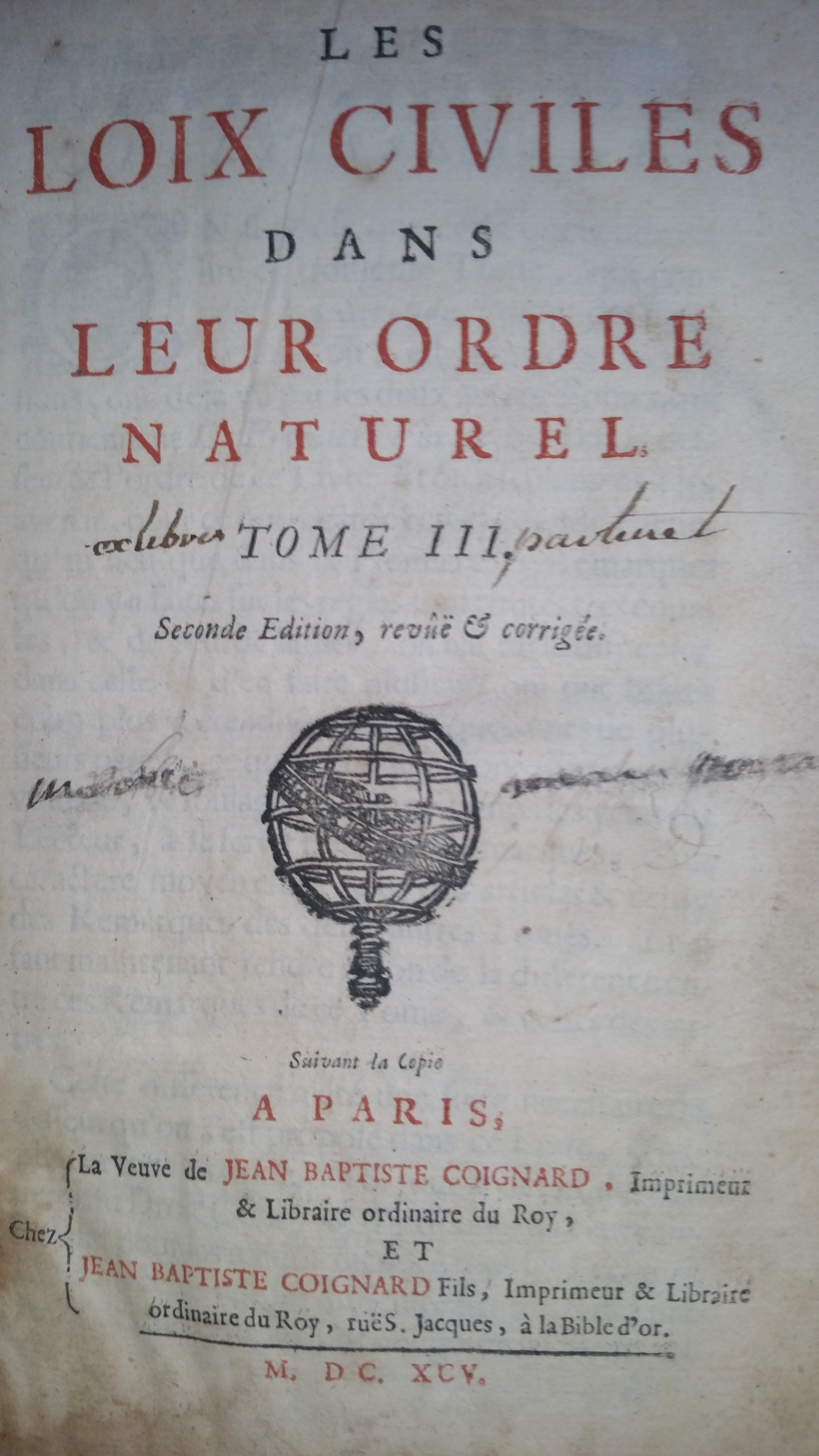
Édition de 1695 - tome III - contenant la seconde partie des Lois Civiles où il eʃt traité des Suceʃʃions.

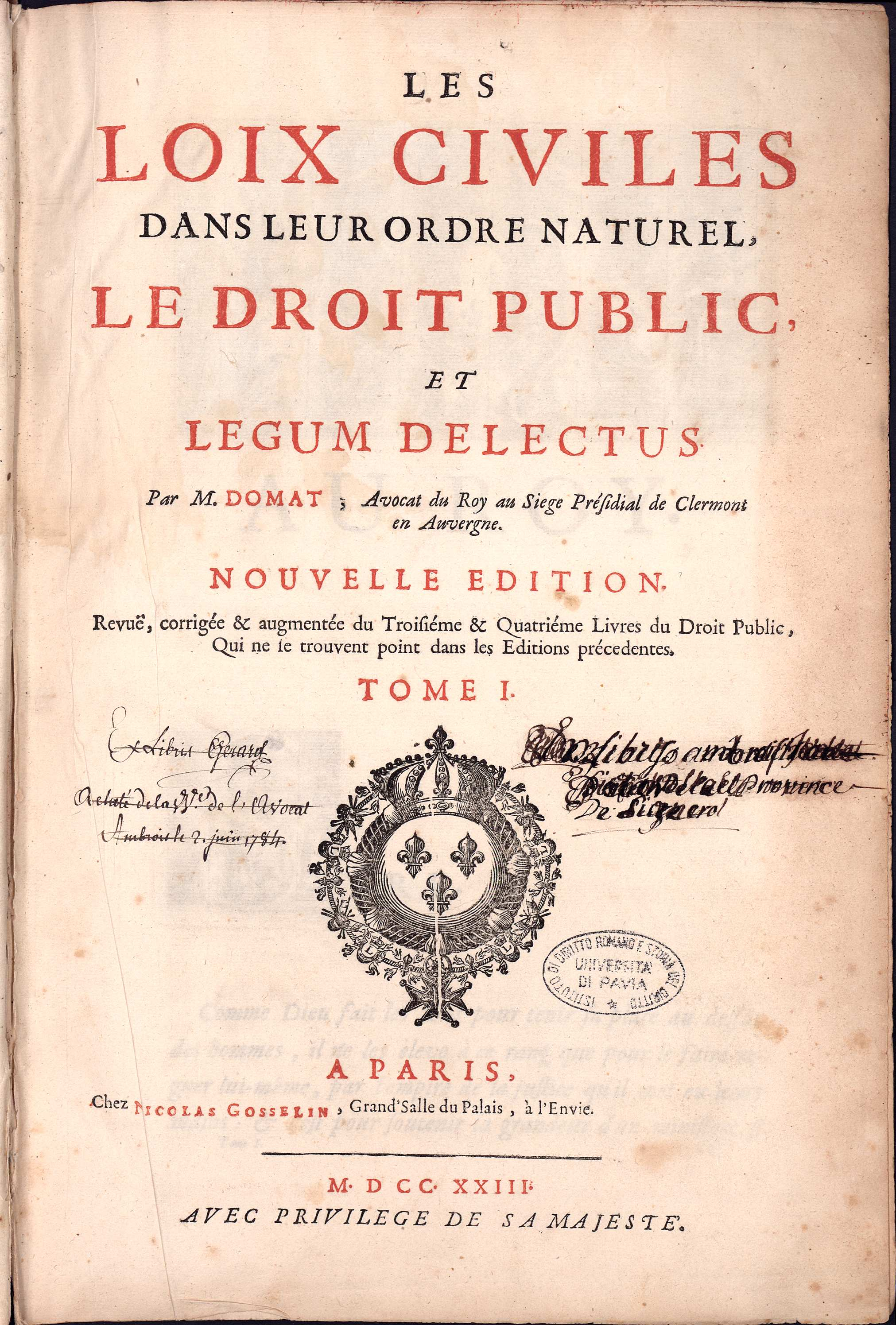
Édition de 1723 - Tome I.

Ces divers ouvrages ont été réimprimés :
- Ensemble, Paris, 1717, in-fol. ;
- Avec des additions de Louis de Héricourt, Paris, 1723, 2 volumes in-fol. ;
- Avec ies notes de Benoît l'Usurier de Bouchevret, Claude Berroyer et Louis Chevalier, 1745, 2 volumes ;
- Avec le supplément de Louis-François de Jouy, 1755-1767, et 1777, 2 volumes in-fol. ;
- Réimpression des Lois civiles en 1828-1830, par Joseph Rémy, avec les articles correspondants aux nouveaux codes français.

## Domat dessinateur
Domat aimait dessiner. On a de lui un portrait à la sanguine de Blaise Pascal, collé à l'intérieur de la couverture d'une édition du « Digeste » et authentifié par une inscription de Domat fils. Il a laissé également de très nombreux dessins tracés sur les murs du cabinet circulaire de sa maison de campagne à Mirefleurs.